# Летонија на Дечјој песми Евровизије
Летонија је пет пут учествовала на избору за Дечју песму Евровизије. Међутим 2006. у Букурешту нису имали свог представника. После пет година, од њиховог последњег наступа, Летонија се вратила на Дечју Песму Евровизије 2010, у Минску, Белорусија.

## Представници
| Година    | Извођач(и)                          | Песма                      | Пласман          | Поени            |
| --------- | ----------------------------------- | -------------------------- | ---------------- | ---------------- |
| 2003      | Dzintars Čīča                       | Tu esi vasarā              | 9                | 37               |
| 2004      | Mārtiņš Tālbergs & C-Stones Juniors | Balts vai melns            | 18               | 3                |
| 2005      | Kids4Rock                           | Es esmu maza jauka meitene | 11               | 50               |
| 2006–2009 | Није учествовала                    | Није учествовала           | Није учествовала | Није учествовала |
| 2010      | Šarlote Lēnmane & Sea Stones        | Viva la Dance              | 10               | 51               |
| 2011      | Amanda Bašmakova                    | Moondog                    | 13               | 31               |
| 2012–2025 | Није учествовала                    | Није учествовала           | Није учествовала | Није учествовала |